# Маскито
Маскѝто (на италиански: Maschito, на арбърешки Mashqiti, Машчити, на местен диалект Maschëìtë, Маскъитъ) е село и община в Южна Италия, провинция Потенца, регион Базиликата. Разположено е на 595 m надморска височина. Населението на общината е 1707 души (към 2012 г.).
В това село живее албанско общество, наречено арбъреши. Те са се заселили в този район между XV и XVIII век като бежанци от османското владичество. Село Маскито е част от етнографическия район Арберия.